# Tudor Pro Cycling Team
Tudor Pro Cycling Team (código UCI: TUD) es un equipo ciclista profesional suizo de categoría UCI ProTeam que fue creado en 2019.

## Historia
La formación fue creada en 2019 bajo el nombre de Swiss Racing Academy. En 2022, el equipo fue patrocinado por la marca de relojes Tudor y en la temporada 2023 se convirtió en equipo UCI ProTeam.

## Corredor mejor clasificado en las Grandes Vueltas
| Año  | Giro de Italia      | Tour de Francia     | Vuelta a España |
| ---- | ------------------- | ------------------- | --------------- |
| 2019 | -                   | -                   | -               |
| 2020 | -                   | -                   | -               |
| 2021 | -                   | -                   | -               |
| 2022 | -                   | -                   | -               |
| 2023 | -                   | -                   | -               |
| 2024 | 10.º Michael Storer | -                   | -               |
| 2025 | 10.º Michael Storer | 42.º Michael Storer | -               |

## Clasificaciones UCI
El equipo participa en los circuitos continentales, principalmente en el UCI Europe Tour. 

### UCI Europe Tour
| Temporada | Clasificación por equipos | Mejor corredor   | Posición |
| 2019      | 39.º                      | Stefan Bissegger | 170.º    |
| 2020      | 58.º                      | Alex Vogel       | 670.º    |
| 2021      | 61.º                      | Alex Vogel       | 617.º    |
| 2022      | 23.º                      | Robin Froidevaux | 343.º    |

## Palmarés

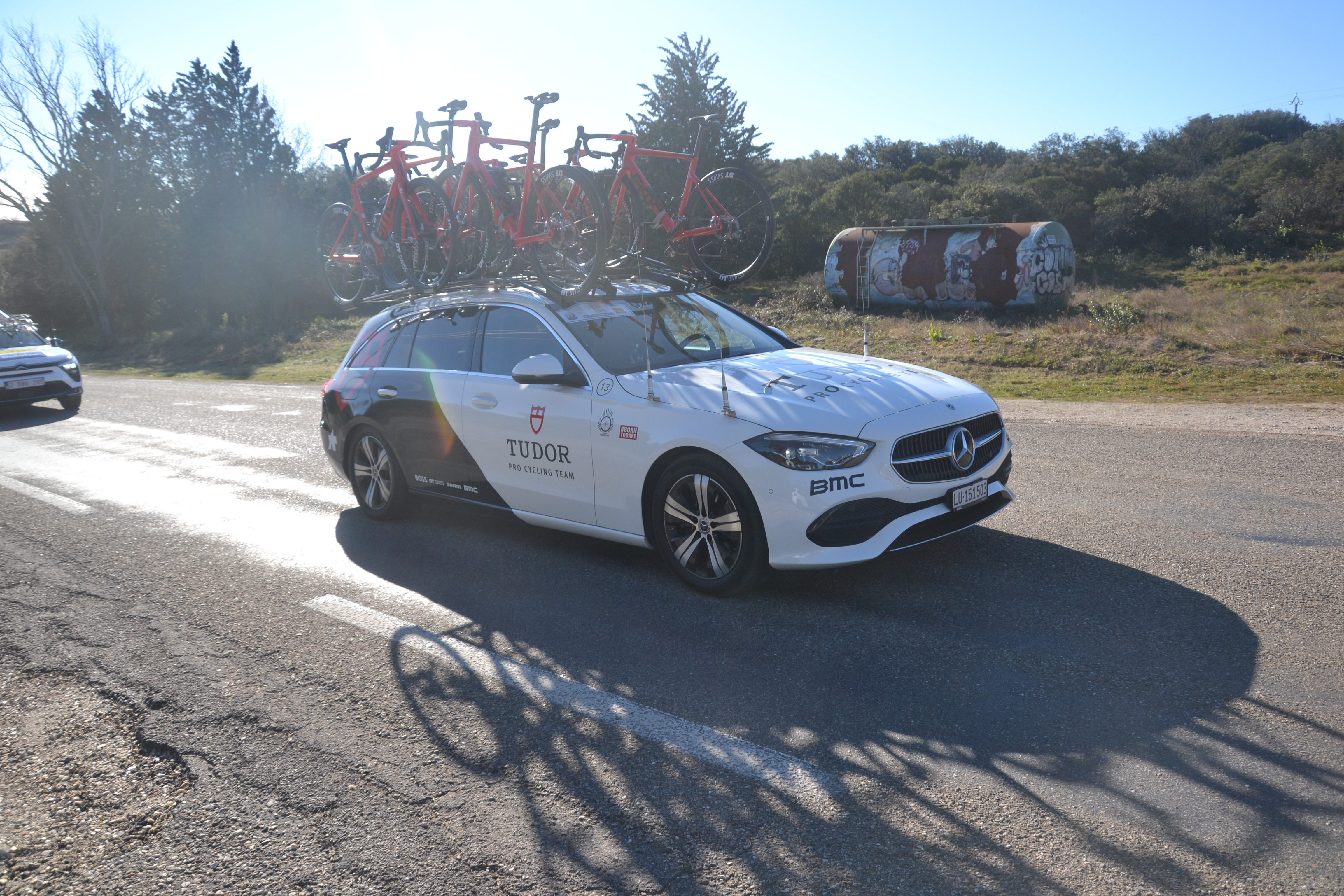
Vehículo del equipo.

Para años anteriores véase: Palmarés del Tudor Pro Cycling Team

### Palmarés 2025

#### UCI WorldTour
| Fechas      | Carreras                   | Ganador        |
| 15 de marzo | 7.ª etapa de la París-Niza | Michael Storer |

#### UCI ProSeries
| Fechas      | Carreras                              | Ganador          |
| 22 de abril | 2.ª etapa del Tour de los Alpes       | Michael Storer   |
| 25 de abril | Tour de los Alpes                     | Michael Storer   |
| 1 de junio  | 3.ª etapa de la Boucles de la Mayenne | Marius Mayrhofer |

#### Circuitos Continentales UCI
| Fechas       | Circuito             | Carreras                   | Ganador       |
| 26 de enero  | UCI Europe Tour 2025 | Gran Premio Valencia       | Marc Hirschi  |
| 31 de enero  | UCI Europe Tour 2025 | Trofeo Serra de Tramuntana | Florian Stork |
| 7 de febrero | UCI Asia Tour 2025   | Clásica de Mascate         | Rick Pluimers |

#### Campeonatos nacionales
| Fechas      | Carreras                                  | Ganador         |
| 21 de junio | Campeonato de Lituania Contrarreloj (CRI) | Aivaras Mikutis |
| 29 de junio | Campeonato de Luxemburgo en Ruta          | Arthur Kluckers |
| 29 de junio | Campeonato de Lituania en Ruta            | Aivaras Mikutis |

## Plantilla
Para años anteriores véase: Plantillas del Tudor Pro Cycling Team

### Plantilla 2025
| Nombre                   | Nacimiento | Nacionalidad    | Equipo 2024                     |
| Julian Alaphilippe       | 11/06/1992 | Francia         | Soudal Quick-Step               |
| Marco Brenner            | 27/08/2002 | Alemania        | Tudor Pro Cycling Team          |
| Alberto Dainese          | 25/03/1998 | Italia          | Tudor Pro Cycling Team          |
| Arvid de Kleijn          | 21/03/1994 | Países Bajos    | Tudor Pro Cycling Team          |
| Jacob Eriksson           | 01/10/1999 | Suecia          | Tudor Pro Cycling Team          |
| Lucas Eriksson           | 10/04/1996 | Suecia          | Tudor Pro Cycling Team          |
| Robin Froidevaux         | 17/10/1998 | Suiza           | Tudor Pro Cycling Team          |
| Marco Haller             | 01/04/1991 | Austria         | Team Bahrain Victorious         |
| Miká Heming              | 06/04/2000 | Alemania        | Tudor Pro Cycling Team          |
| Marc Hirschi             | 24/08/1998 | Suiza           | UAE Team Emirates               |
| Petr Kelemen             | 18/11/2000 | República Checa | Tudor Pro Cycling Team          |
| Arthur Kluckers          | 15/03/2000 | Luxemburgo      | Tudor Pro Cycling Team          |
| Sebastian Kolze Changizi | 29/12/2000 | Dinamarca       | Tudor Pro Cycling Team          |
| Alexander Krieger        | 28/11/1991 | Alemania        | Tudor Pro Cycling Team          |
| Fabian Lienhard          | 03/09/1993 | Suiza           | Groupama-FDJ                    |
| Marius Mayrhofer         | 18/09/2000 | Alemania        | Tudor Pro Cycling Team          |
| Aivaras Mikutis          | 16/09/2002 | Lituania        | Tudor Pro Cycling Team U23      |
| Rick Pluimers            | 07/12/2000 | Países Bajos    | Tudor Pro Cycling Team          |
| Mathys Rondel            | 23/09/2003 | Francia         | Tudor Pro Cycling Team          |
| Michael Storer           | 28/02/1997 | Australia       | Tudor Pro Cycling Team          |
| Florian Stork            | 27/04/1997 | Alemania        | Tudor Pro Cycling Team          |
| Joel Suter               | 25/10/1998 | Suiza           | Tudor Pro Cycling Team          |
| Roland Thalmann          | 05/08/1993 | Suiza           | Tudor Pro Cycling Team          |
| Matteo Trentin           | 02/08/1989 | Italia          | Tudor Pro Cycling Team          |
| Yannis Voisard           | 26/07/1998 | Suiza           | Tudor Pro Cycling Team          |
| Lawrence Warbasse        | 28/06/1990 | Estados Unidos  | Decathlon AG2R La Mondiale Team |
| Fabian Weiss             | 11/04/2002 | Suiza           | Tudor Pro Cycling Team U23      |
| Hannes Wilksch           | 30/10/2001 | Alemania        | Tudor Pro Cycling Team          |
| Luc Wirtgen              | 07/07/1998 | Luxemburgo      | Tudor Pro Cycling Team          |
| Maikel Zijlaard          | 01/06/1999 | Países Bajos    | Tudor Pro Cycling Team          |